# Уикенберг
Уикенберг (англ. Wickenburg) — город на юго-западе США, находится в составе округов Марикопа и Явапай центральной части штата Аризона. По переписи 2020 года население города составляет 7,474 человека, а по оценке 2022 составило 7,920.

## История
Город назван по имени Генри Викенберга, который пришёл в этот район в поисках золота. Он был вознагражден открытием шахты «Vulture Mine», в которой было найдено золото на сумму более 30 млн долларов.
Фермеры и крестьяне обнаружили плодородные поймы реки Нассаямпа и поселились в этом районе. Река превращает это место в оазис в пустыне с богатой фауной, которая включает многих исчезающих птиц и животных.
Генри Викенберг и другие золотоискатели основали это поселение в 1863 году. Статус города у Уикенберга был зарегистрирован с 1909 года.

## География
Расположен большей частью в округе Марикопа, частично в округе Япавай. Расстояние до столицы штата, города Финикс — 80 километров на юго-восток. Территория города составляет 29,8 км2.

## Демография
По данным переписи 2000 года в Уикенберге насчитывалось 5 082 человека, 2341 домашнее хозяйство и 1432 семьи. Плотность населения была 170,5 человек на квадратный километр. В расовой структуре населения 91,8 % составляли белые.

## Галерея

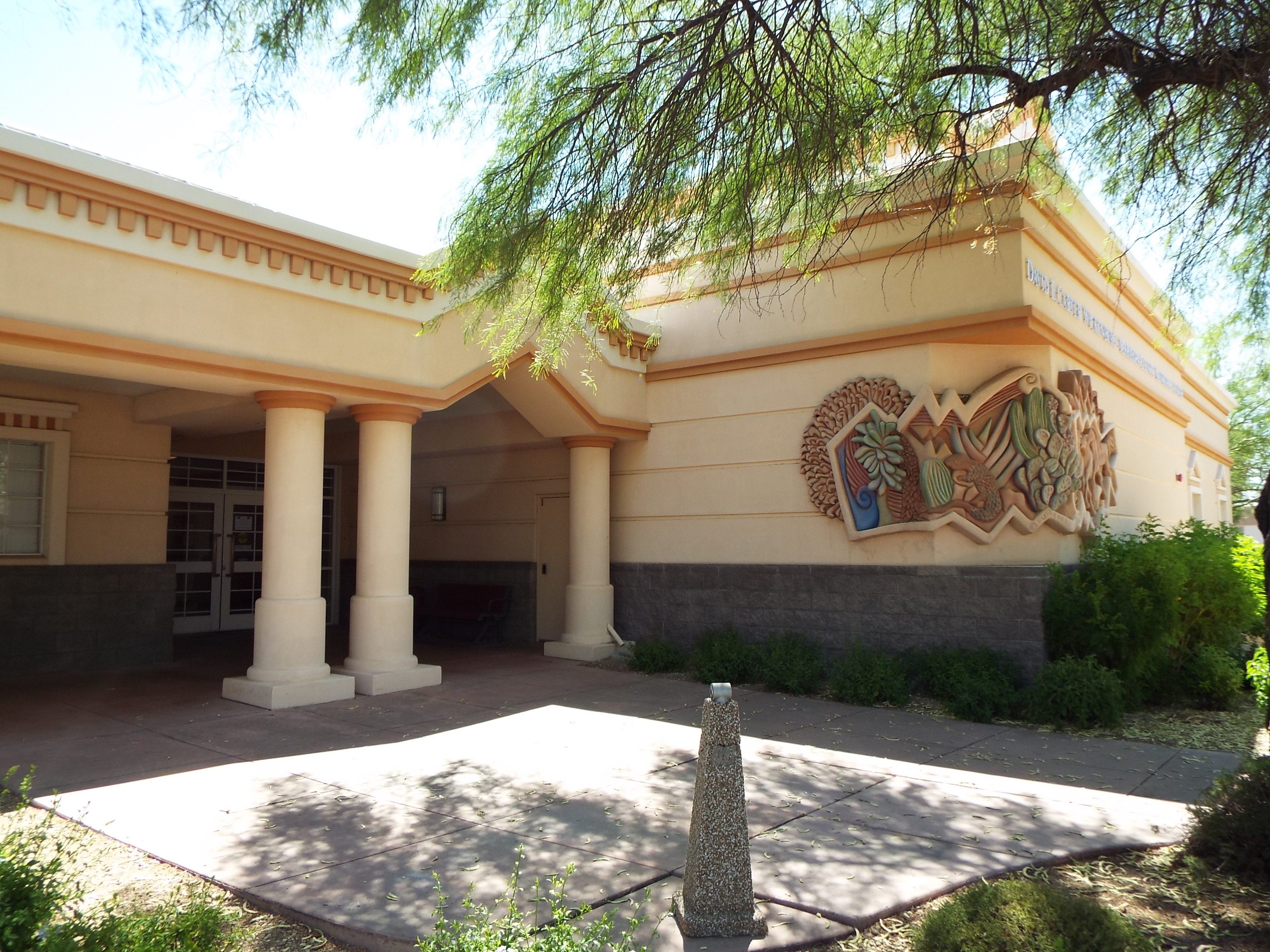
Ратуша
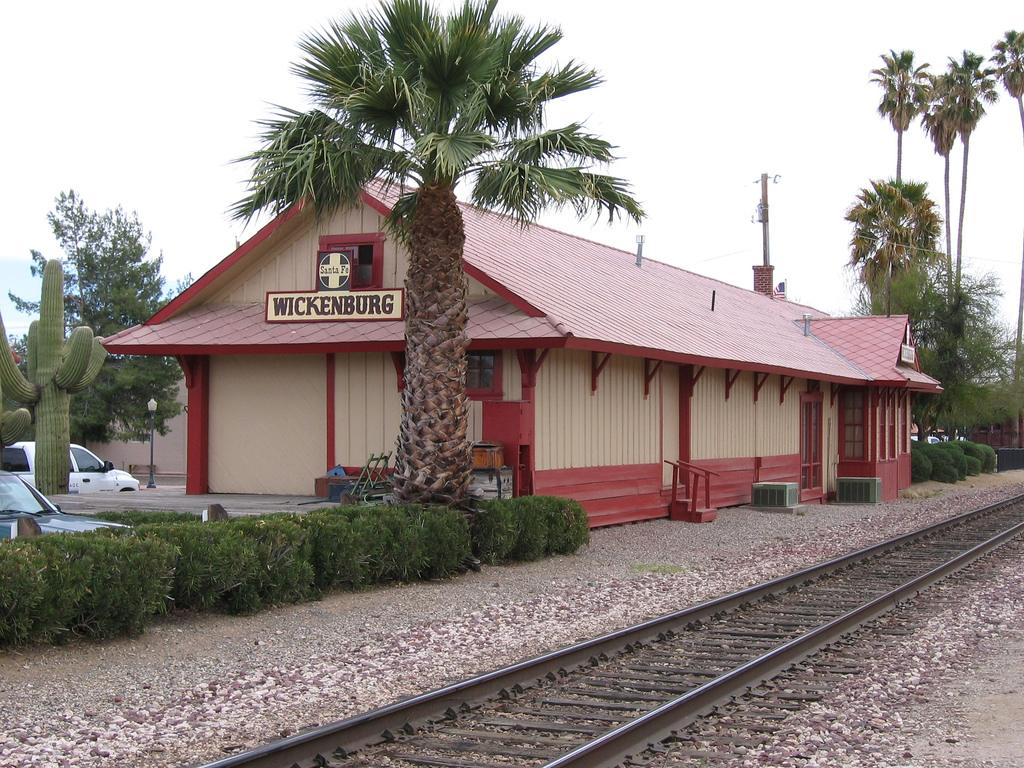
Старинное депо
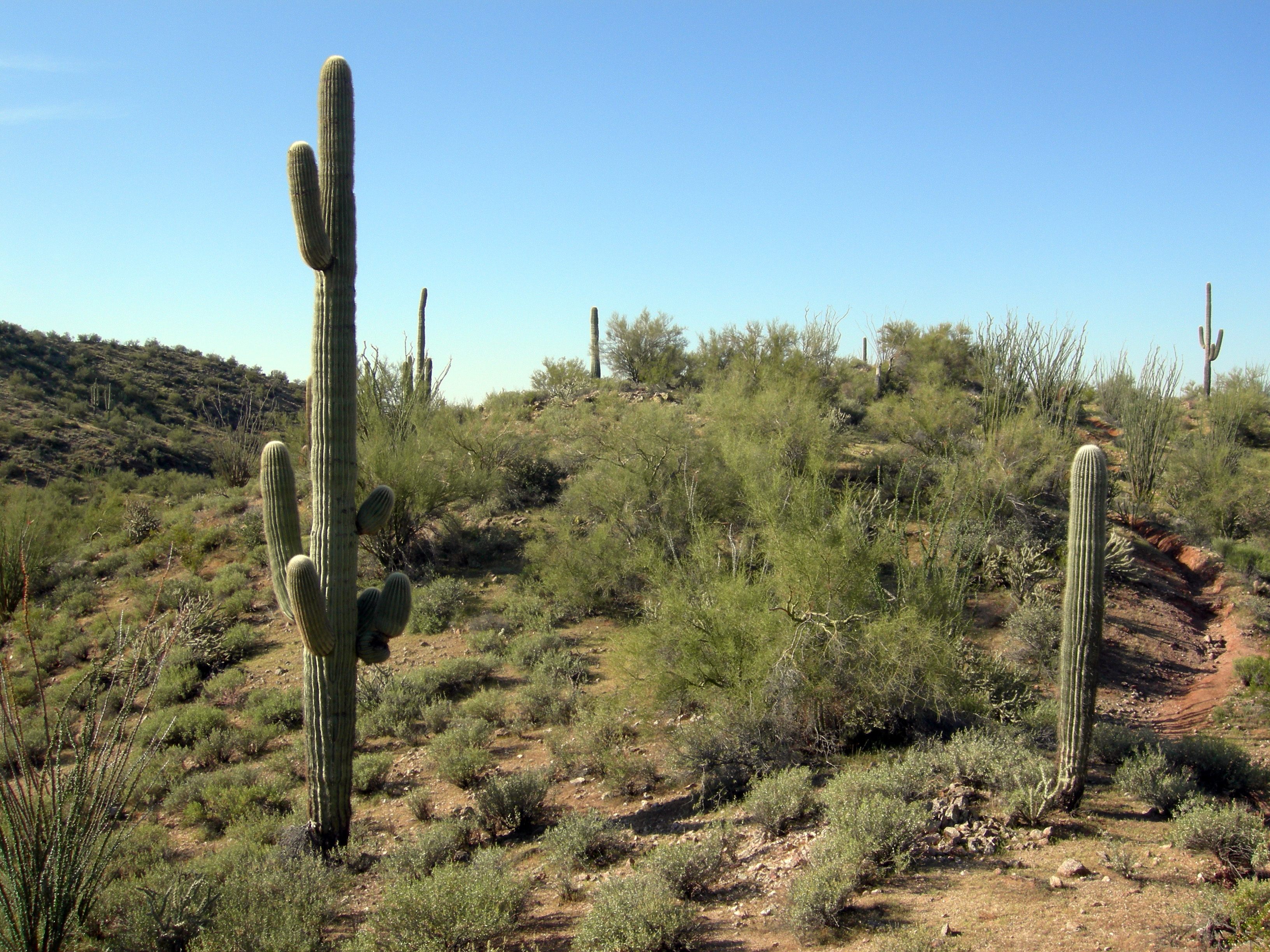
Пустыня Сонора весной, окрестности Уикенберга